# 비나밀크
베트남 우유 주식회사 또는 비나밀크(Vinamilk)는 베트남의 주식회사이다.